# Liste der Biografien/Hoy
Liste der Biografien |
Portal Biografien |
Personensuche
# |
A |
B |
C |
D |
E |
F |
G |
H |
I |
J |
K |
L |
M |
N |
O |
P |
Q |
R |
S |
T |
U |
V |
W |
X |
Y |
Z |
?
 
Ha |
Hd |
He |
Hi |
Hj |
Hk |
Hl |
Hm |
Hn |
Ho |
Hr |
Hs |
Ht |
Hu |
Hv |
Hw |
Hy
 
Hoa |
Hob |
Hoc |
Hod |
Hoe |
Hof |
Hog–Hok |
Hol |
Hom |
Hon |
Hoo |
Hop |
Hoq |
Hor |
Hos |
Hot |
Hou |
Hov |
How |
Hox |
Hoy |
Hoz
Die Liste der Biografien führt alle Personen auf, die in der deutschsprachigen Wikipedia einen Artikel haben. Dieses ist eine Teilliste mit 218 Einträgen von Personen, deren Namen mit den Buchstaben „Hoy“ beginnt.

## Hoy
- Høy Karlsen, Lene Lund (* 1979), dänische Handballspielerin
- Hoy, Andrew (* 1959), australischer Vielseitigkeitsreiter
- Hoy, Bettina (* 1962), deutsche VielseitigkeitsreiterinBettina Hoy (* 1962)

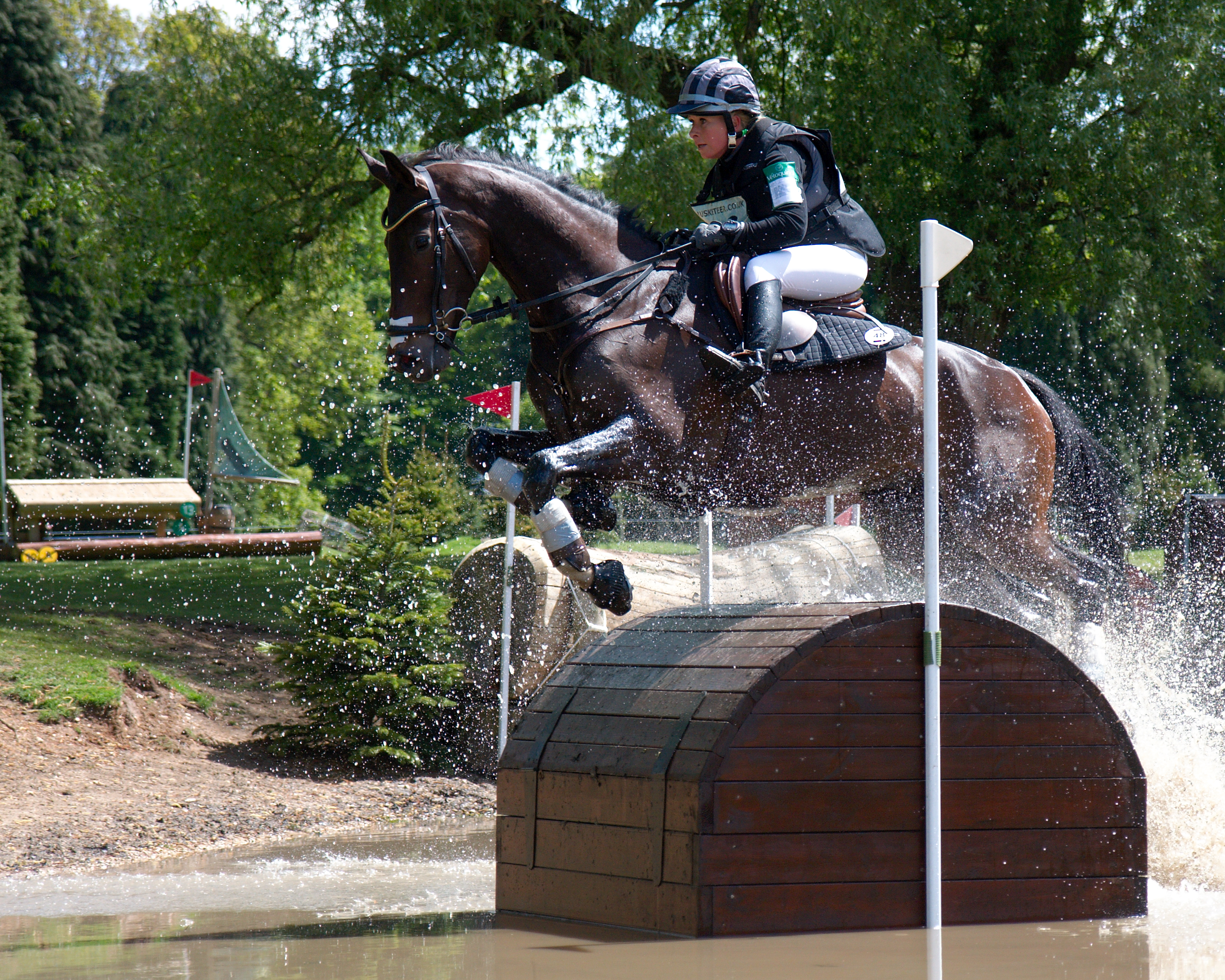
Bettina Hoy (* 1962)

- Hoy, Chris (* 1976), britischer Radrennfahrer
- Hoy, Hayley (* 2008), eswatinische Schwimmerin
- Hoy, James, Baron Hoy (1909–1976), britischer Politiker, Mitglied des House of Commons
- Hoy, Jen (* 1991), US-amerikanische Fußballspielerin
- Høy, Jørgen A. (1934–2022), dänischer Manager
- Høy, Karsten Mathias (* 1968), grönländischer Manager
- Høy, Lars (* 1946), dänischer Schauspieler
- Hoy, Maysie (* 1949), kanadische Filmeditorin
- Hoy, Nikolaus van (1631–1679), Zeichner, Maler und Kupferstecher in Wien
- Hoy, Renate (1930–2024), deutsche Schönheitskönigin (1952) und Schauspielerin
- Hoy, Robert (1927–2010), US-amerikanischer Schauspieler und Stuntman
- Hoy, Senna (1882–1914), deutscher Anarchist und Schriftsteller
- Hoy, Thomas († 1822), englischer Gärtner
- Høy, Tine (* 1981), dänische Badmintonspielerin
- Hoy, Will (1953–2002), britischer Autorennfahrer
- Hoy, William (* 1955), US-amerikanischer Filmeditor
- Høy-Petersen, Aage (1898–1967), dänischer Segler

### Hoya
- Hoya, Katharina von (1412–1474), Äbtissin des Klosters Wienhausen
- Hoya, Katharina von der (1563–1617), deutsche Adlige, von der sich ein denkmalgeschützter Epitaph und eine Leichenpredigt erhalten hat
- Hoya, Óscar de la (* 1973), mehrfacher BoxweltmeisterÓscar de la Hoya (* 1973)

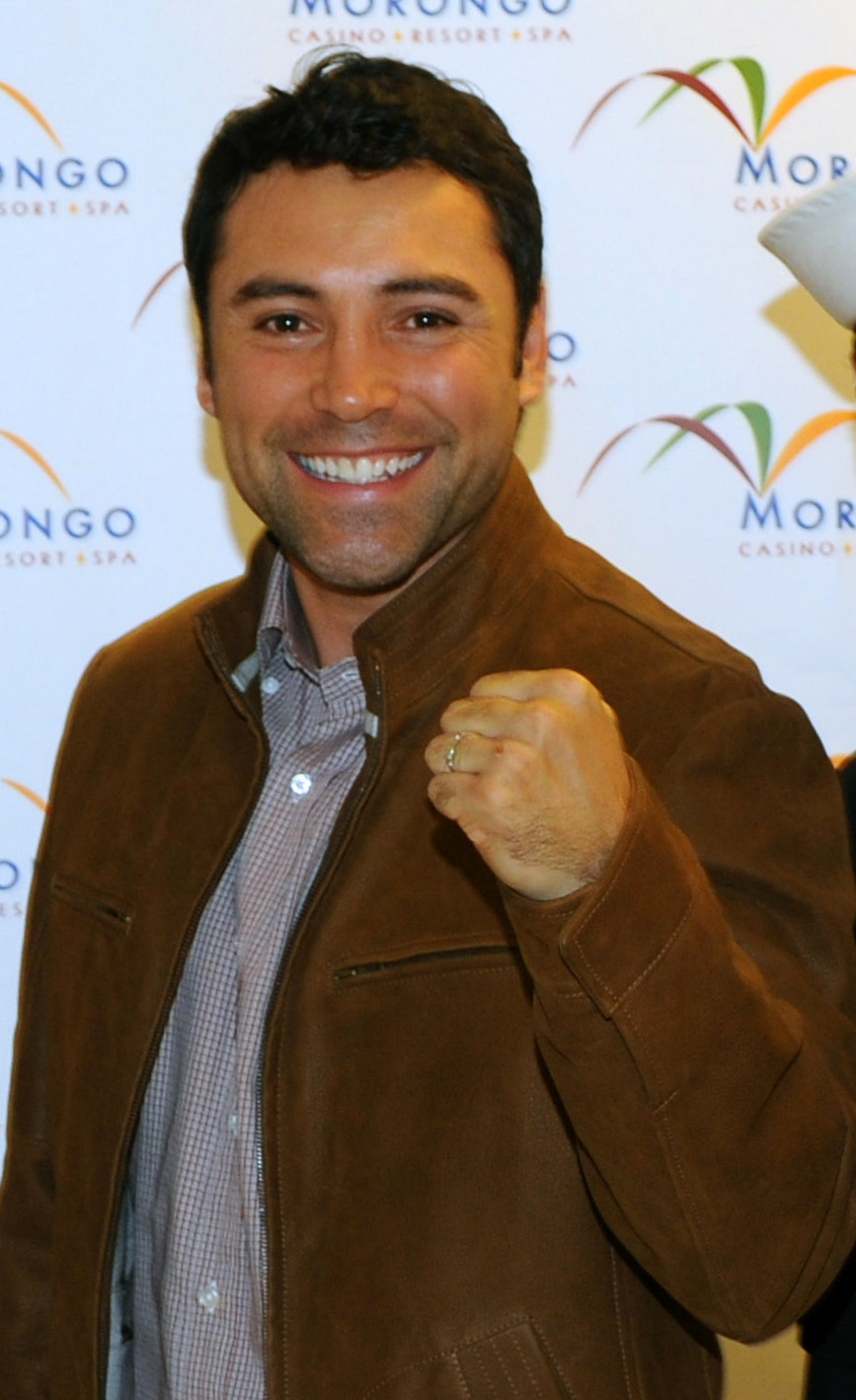
Óscar de la Hoya (* 1973)

- Hoyarsabal, Martin de, baskisch-französischer Seefahrer und Autor
- Hoyau, Marie (* 1997), französische Skispringerin

### Hoyb
- Høybråten, Dagfinn (* 1957), norwegischer christdemokratischer Politiker, Mitglied des Storting
- Høybye, Laus (* 1978), dänischer Schauspieler

### Hoyd
- Hoyda, Dave (1957–2015), kanadischer Eishockeyspieler
- Høydahl, Rune (* 1969), norwegischer Mountainbiker und Triathlet
- Hoydal, Annika (* 1945), färöische Sängerin, Komponistin und Schauspielerin
- Hoydal, Dánial (* 1976), färöischer Schriftsteller und Librettist
- Hoydal, Gunnar (1941–2021), färöischer Schriftsteller und Architekt
- Hoydal, Høgni (* 1966), färöischer Politiker (Tjóðveldisflokkurin), Mitglied des Folketing, erster Außenminister seines Landes
- Hoydal, Karsten (1912–1990), färöischer Schriftsteller und Politiker (Tjóðveldisflokkurin)
- Hoydis, Julia (* 1979), deutsche Anglistin und Literaturwissenschaftlerin
- Hoydonckx, Nicolas (1900–1985), belgischer Fußballspieler

### Hoye
- Hoye Yenda Moukoula, Wissy Frank (* 1996), gabunischer Sprinter
- Hoye, Hal (* 1957), US-amerikanischer Bobfahrer
- Hoye, Thomas (* 1950), US-amerikanischer Chemiker
- Hoye, William J. (1940–2022), US-amerikanischer Philosoph, Gelehrter und katholischer Theologe
- Hoyek, Elias (1843–1931), libanesischer Geistlicher, maronitischen Patriarch von Antiochien
- Høyem, Sivert (* 1976), norwegischer MusikerSivert Høyem (* 1976)

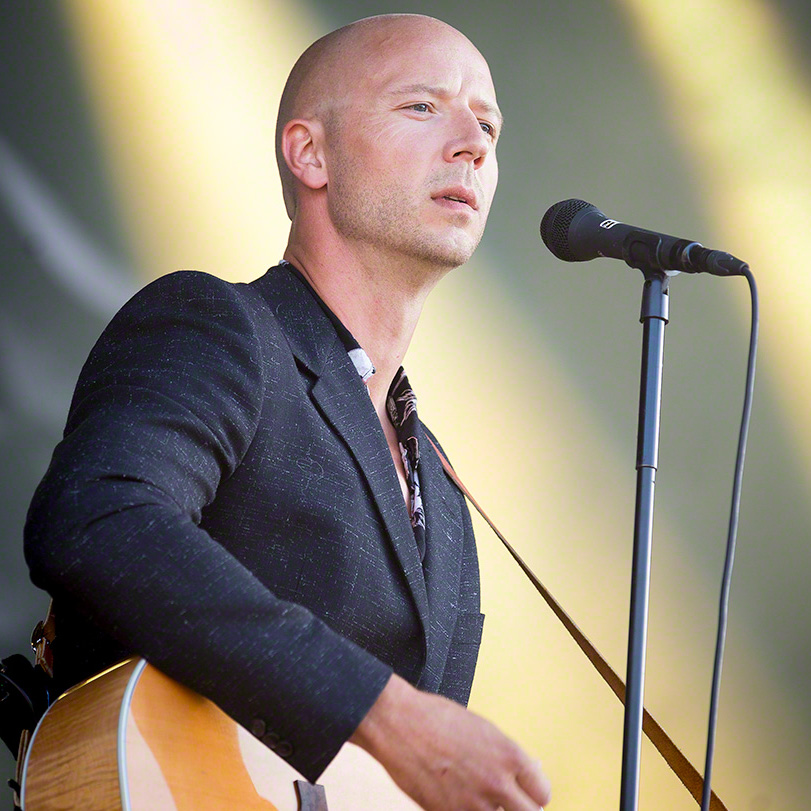
Sivert Høyem (* 1976)

- Høyem, Tom (* 1941), dänischer Grönlandminister und Direktor mehrerer Europäischer Schulen
- Høyen, Niels Laurits (1798–1870), dänischer Historiker
- Hoyenberg, Philipp von (* 1969), deutscher Notar
- Hoyer I. von Mansfeld († 1115), deutscher Feldmarschall des Kaisers Heinrich V.
- Høyer Larsen, Poul-Erik (* 1965), dänischer Badmintonspieler
- Hoyer VI. von Mansfeld (1484–1540), Graf von Mansfeld, Ritter vom Goldenen Vlies
- Hoyer, Albert († 1386), deutscher Kaufmann, Ratsherr und Kämmerer
- Høyer, Albert E. Blichfeldt (1827–1879), dänischer Offizier, Lehrer, Kaufmann und kommissarischer Inspektor in Grönland
- Hoyer, Anders Lund (* 1983), dänischer Volleyball- und Beachvolleyballspieler
- Hoyer, Andreas (* 1958), deutscher Jurist und Hochschullehrer
- Hoyer, Anna Ovena (1584–1655), norddeutsche Dichterin der Barockzeit
- Høyer, Arne (1928–2010), dänischer Kanute
- Hoyer, August (1820–1908), deutscher evangelischer Pastor
- Hoyer, Balthasar (1623–1676), deutscher Jurist, braunschweig-lüneburgischer Hof- und Kammerrat sowie Kammermeister in Wolfenbüttel
- Hoyer, Brian (* 1985), US-amerikanischer American-Football-SpielerBrian Hoyer (* 1985)

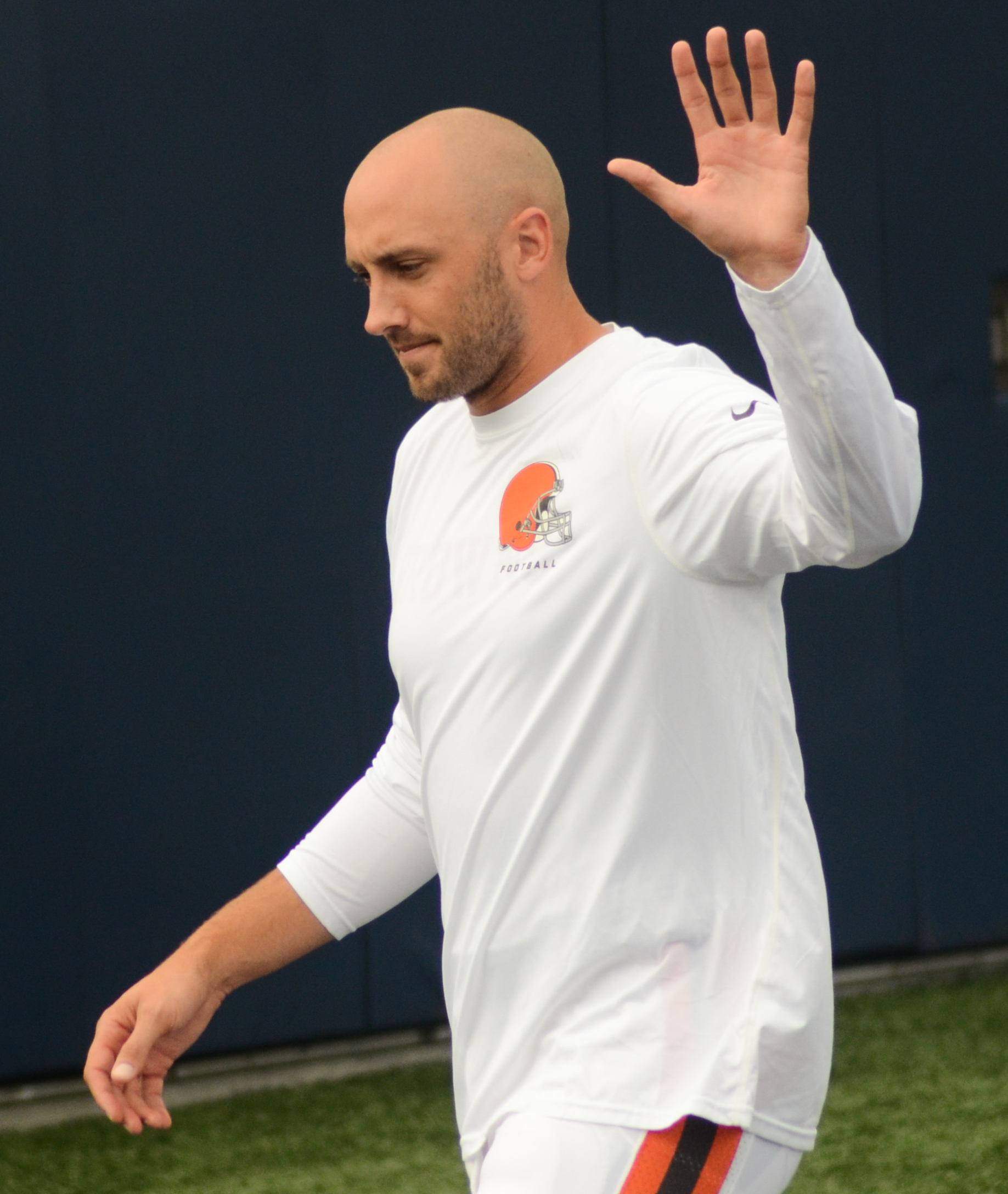
Brian Hoyer (* 1985)

- Hoyer, Caspar (1540–1594), Staller der Landschaft Eiderstedt
- Hoyer, Christian (1794–1865), deutscher Kaufmann, Bankier und Kommunalpolitiker
- Høyer, Claus (1889–1964), norwegischer Ruderer
- Hoyer, David (1667–1720), deutscher Maler
- Hoyer, Didier (* 1961), französischer Kanute
- Hoyer, Diedrich der Ältere († 1548), Bremer Ratsherr und Bürgermeister
- Hoyer, Diedrich der Jüngere (1568–1623), Bremer Ratsherr und Bürgermeister
- Hoyer, Dominik (* 1994), deutscher Jazzmusiker (Schlagzeug, Komposition)
- Hoyer, Dore (1911–1967), deutsche Tänzerin und Choreografin
- Hoyer, Egbert von (1836–1920), deutscher Ingenieur
- Hoyer, Elise (* 1852), österreichische Publizistin, Begründerin der Österreichischen Frauenblätter
- Hoyer, Erich († 1597), deutscher Politiker, Bremer Ratsherr und Bremer Bürgermeister
- Hoyer, Erich (1880–1943), deutscher Pastor in Oldenburg und Isenhagen
- Hoyer, Ernst (1890–1955), deutscher Jurist und Hochschullehrer
- Hoyer, Franz Alfons (1913–2001), deutscher Schriftsteller und Verlagslektor
- Hoyer, Georg Leopold (1703–1765), deutscher Jurist
- Hoyer, Georg-Alexander (1934–2022), deutscher Chemiker
- Hoyer, Hans (1901–1987), deutscher evangelischer Theologe
- Hoyer, Hans-Jürgen (1915–1975), deutscher Journalist, Lokalredakteur der Frankfurter Rundschau
- Hoyer, Hein († 1447), Hamburger Staatsmann und Bürgermeister
- Hoyer, Heinrich Carl (1849–1919), deutscher Fabrikant und Abgeordneter des Oldenburger Landtags
- Hoyer, Heinz (* 1949), deutscher Münzgestalter und Bildhauer
- Hoyer, Helmut (* 1950), deutscher Elektrotechniker und Hochschullehrer
- Hoyer, Henryk Ferdynand (1864–1947), polnischer Mediziner, Anatom und Zoologe
- Hoyer, Henryk Fryderyk (1834–1907), polnischer Mediziner
- Hoyer, Hermann Otto (1893–1968), deutscher Maler
- Høyer, Ida Hegazi (* 1981), norwegische Schriftstellerin
- Hoyer, Joachim (* 1919), deutscher Schauspieler, Regisseur und Schauspiellehrer
- Hoyer, Johann Balthasar († 1741), deutscher Bildhauer des Barock
- Hoyer, Johann Georg (* 1663), Ratsherr, Philosoph, Stadtarzt in Mühlhausen und Mitglied der Leopoldina
- Hoyer, Johann Gottfried von (1726–1802), kursächsischer Generalleutnant sowie langjähriger Direktor der kursächsischen Artillerieschule
- Hoyer, Johann Gottfried von (1767–1848), preußischer Generalmajor und Militärschriftsteller
- Hoyer, Johann Heinrich (1817–1909), deutscher Kaufmann und Kommunalpolitiker
- Hoyer, Julian (* 2001), deutscher Volleyballspieler
- Hoyer, Karl (1891–1936), deutscher Organist und Kirchenmusiker
- Hoyer, Katja (* 1985), deutsche Historikerin und AutorinKatja Hoyer (* 1985)

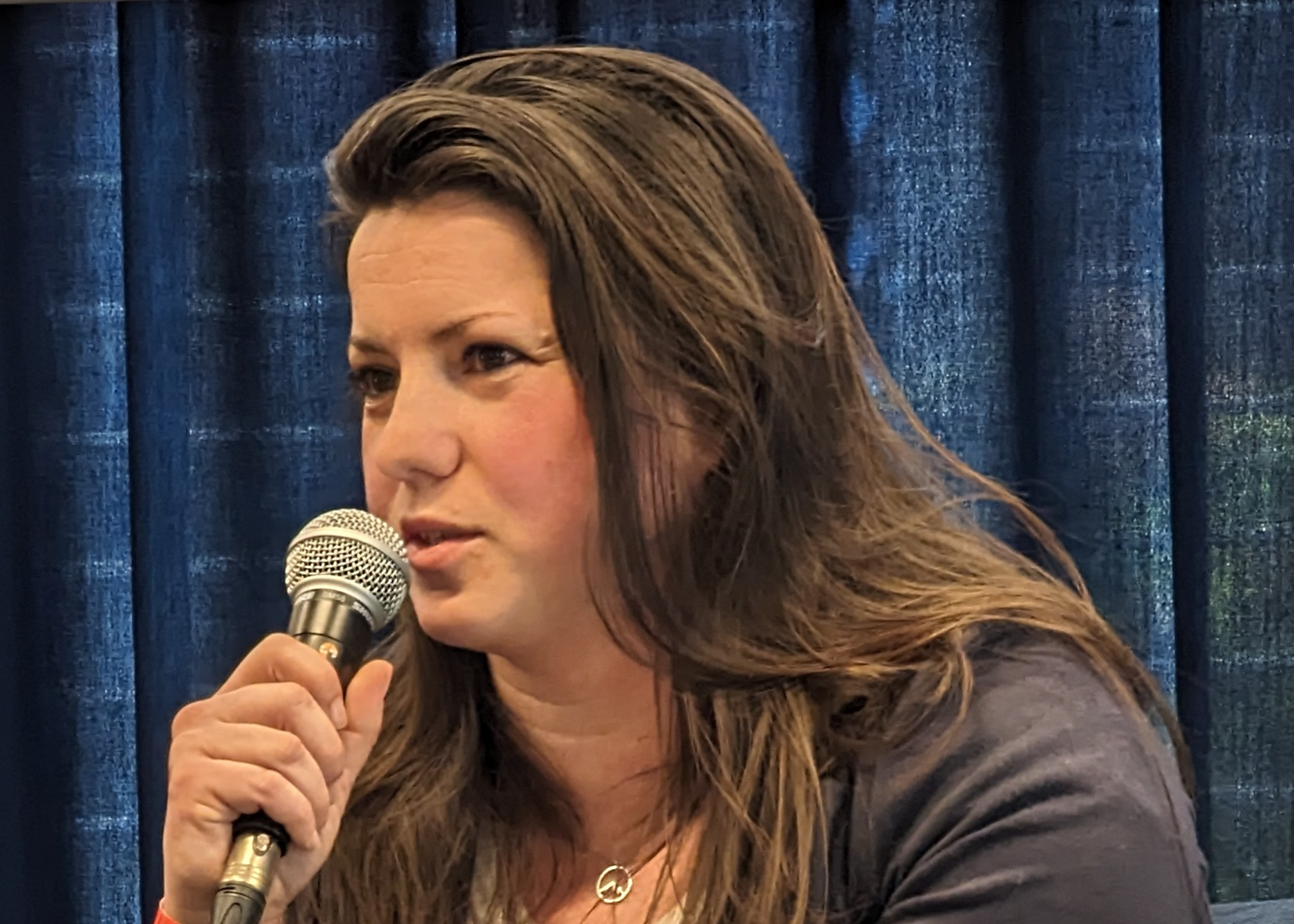
Katja Hoyer (* 1985)

- Hoyer, Mario (* 1965), deutscher Bobfahrer
- Hoyer, Moritz (* 2006), deutscher Schauspieler
- Hoyer, Nina (* 1974), deutsche Skandinavistin und Übersetzerin
- Hoyer, Norbert (* 1942), deutscher Fußballspieler
- Hoyer, Otto (1883–1949), deutscher Kaufmann und Kommunalpolitiker
- Hoyer, Ralf (* 1950), deutscher Komponist
- Hoyer, Richard (1943–1969), österreichischer Bergsteiger
- Hoyer, Siegfried (1928–2024), deutscher Historiker
- Hoyer, Steny (* 1939), US-amerikanischer Politiker
- Hoyer, Thomas (* 1950), deutscher UnternehmerThomas Hoyer (* 1950)

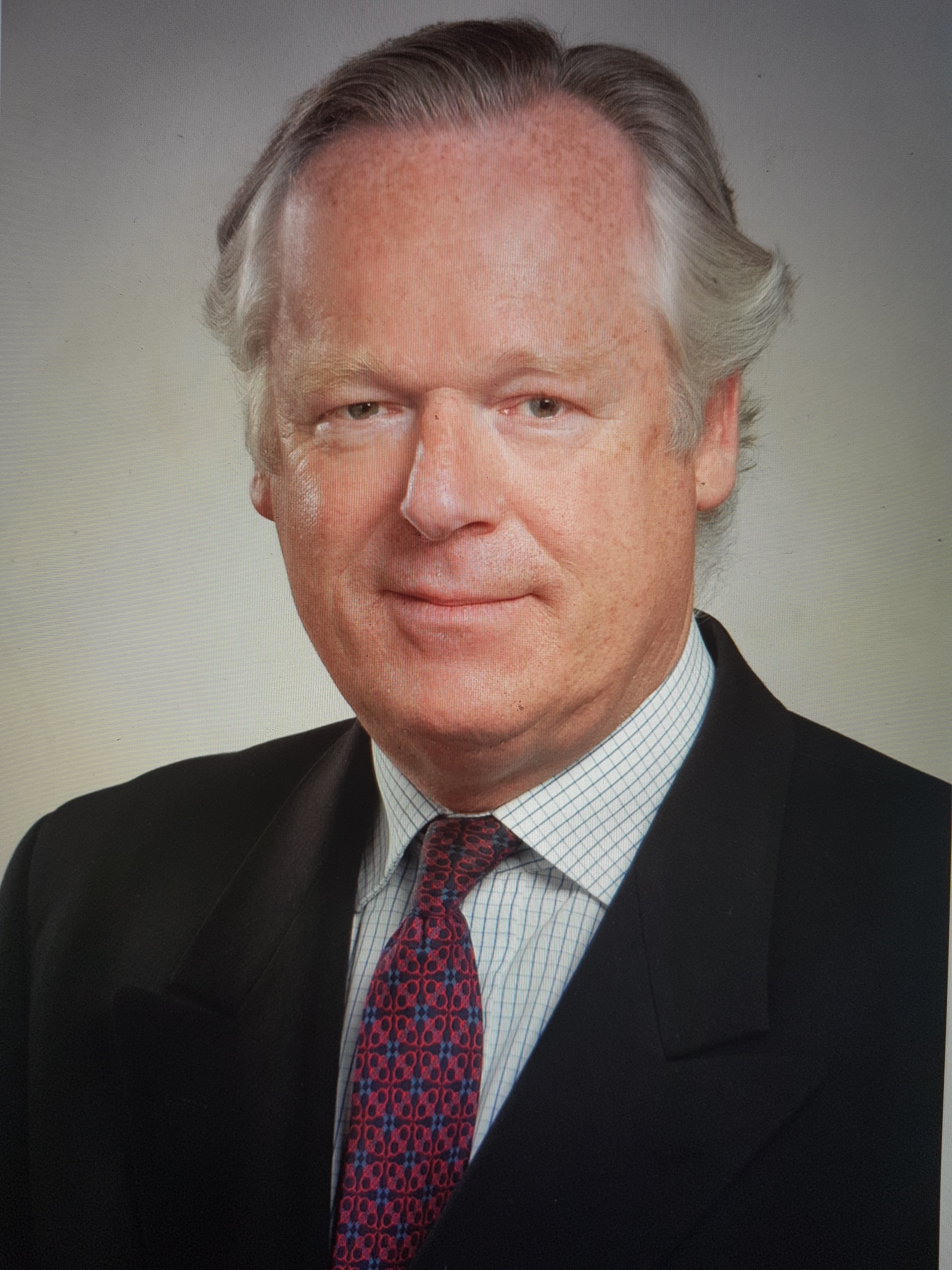
Thomas Hoyer (* 1950)

- Hoyer, Timo (* 1964), deutscher Erziehungswissenschaftler
- Hoyer, Tjalf (* 1978), deutscher Liedtexter und Sänger
- Hoyer, Ulrich (1938–2020), deutscher Philosoph, Professor für Philosophie und Kosmologie
- Hoyer, Walter (* 1893), deutscher Literaturtheoretiker, Übersetzer und Autor
- Hoyer, Walter (1912–2000), deutscher Bauingenieur und Hochschullehrer
- Hoyer, Werner (* 1946), deutscher Politiker (SPD), MdBB
- Hoyer, Werner (* 1951), deutscher Politiker (FDP), MdBWerner Hoyer (* 1951)

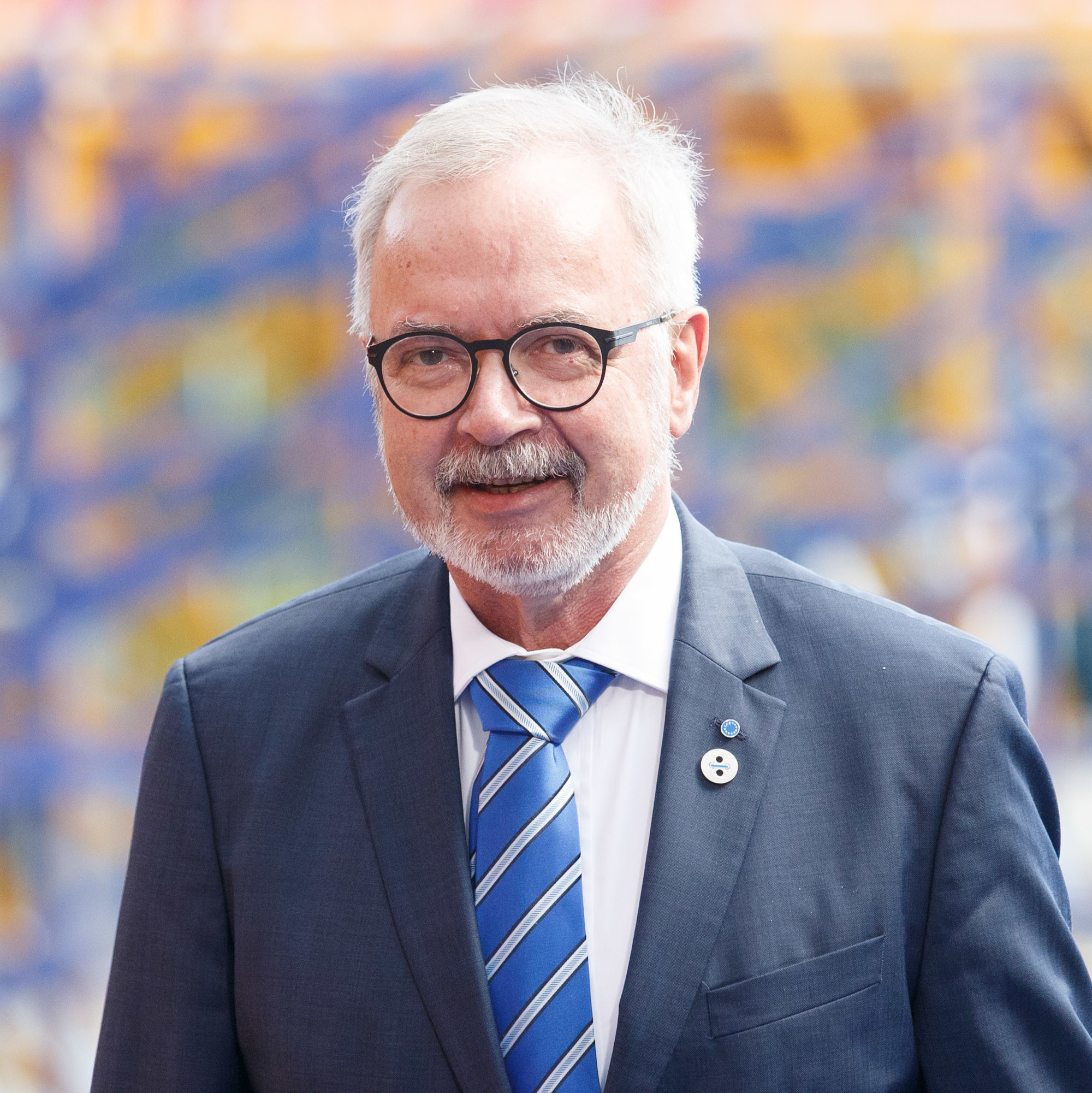
Werner Hoyer (* 1951)

- Hoyer, Wilhelm (1854–1932), deutscher Geologe und Ingenieur
- Hoyer, Wilhelm August (1890–1948), deutscher Biologe und Mediziner
- Hoyer, Wilhelm Christoph (1826–1897), deutscher Kaufmann, Bankier und Kommunalpolitiker
- Hoyer, Wolf von (1806–1873), deutscher Bildhauer
- Hoyer, Wolfgang (* 1947), deutscher Fußballspieler
- Hoyer, Wolfram (1969–2020), deutscher Ordensgeistlicher, Theologe und Ordenshistoriker
- Hoyermann, Gerhard (1835–1911), deutscher Unternehmer, Mitglied des Preußischen Abgeordnetenhauses (1884–1908)

### Hoyi
- Hoying, Jared (* 1989), US-amerikanischer Baseballspieler

### Hoyk
- Hoykendorff, Nicolaus, Dresdner Ratsherr und Bürgermeister

### Hoyl
- Hoyl, Andrés, chilenischer Fußballspieler
- Hoyland, John (1934–2011), britischer Maler und Grafiker
- Hoyland, Robert G. (* 1966), Historiker
- Hoyland, Vic (* 1945), englischer Komponist
- Hoyle, Arthur (1929–2020), US-amerikanischer Jazzmusiker
- Hoyle, David (* 1957), britischer anglikanischer Geistlicher
- Hoyle, Doug, Baron Hoyle (1930–2024), britischer Politiker, Mitglied des House of Commons
- Hoyle, Edmond (1672–1769), britischer Spieleexperte
- Hoyle, Fred (1915–2001), britischer Astronom, Mathematiker und Schriftsteller
- Hoyle, George (1896–1977), englischer Fußballspieler
- Hoyle, Julie (* 1938), britische Schwimmerin
- Hoyle, Lindsay (* 1957), britischer Politiker, Abgeordneter im britischen Unterhaus und "Speaker of the house"Lindsay Hoyle (* 1957)

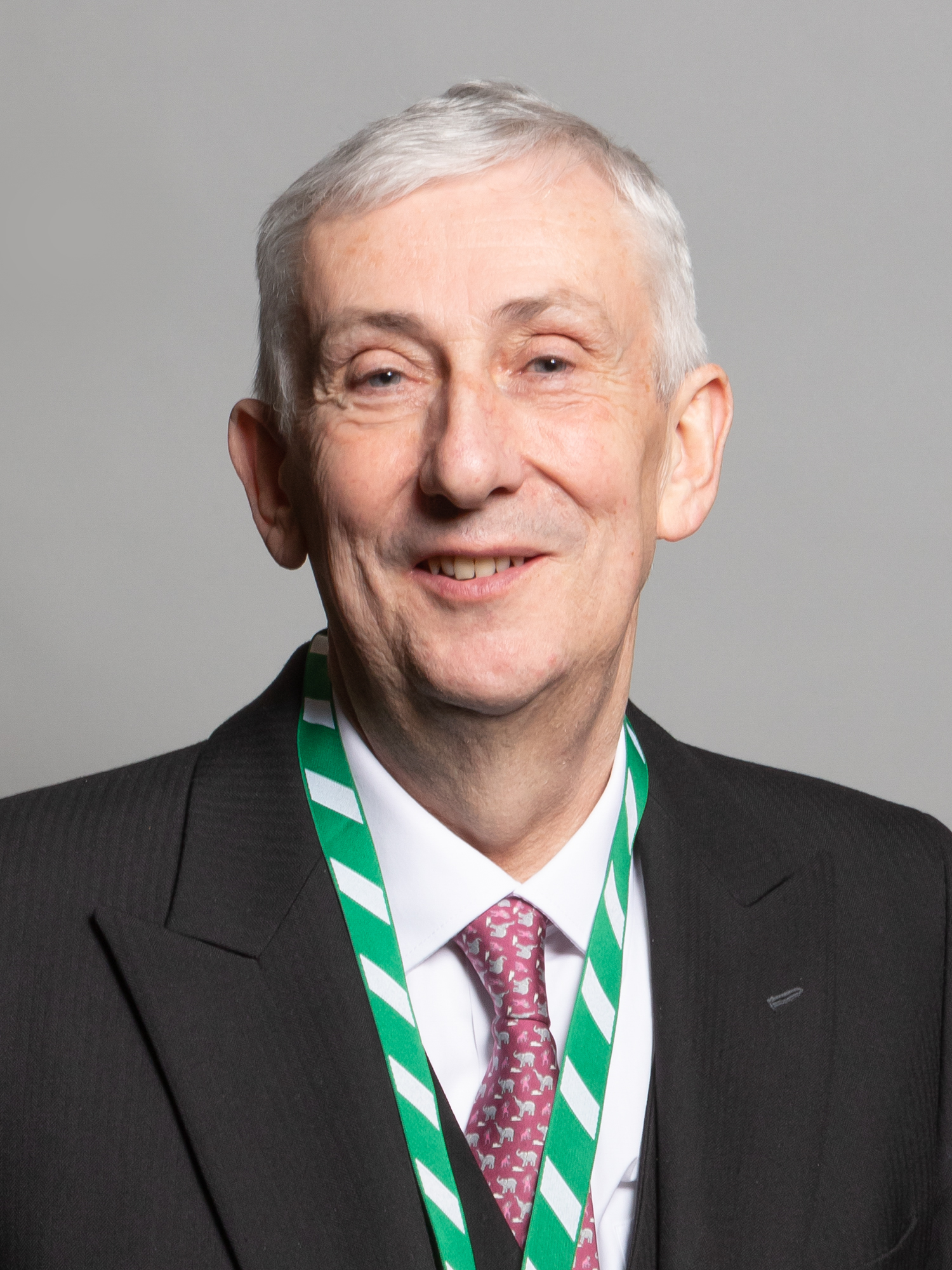
Lindsay Hoyle (* 1957)

- Hoyle, Rene Edward De Russy (1883–1981), US-amerikanischer Offizier, Generalmajor der US-Army
- Hoyle, Val (* 1964), US-amerikanische Politikerin der Demokratischen Partei
- Hoyler, Patric (* 1975), deutscher Basketballspieler
- Hoyles, Celia (* 1946), britische Mathematikerin
- Hoyles, John (* 1980), englischer Gitarrist

### Hoym
- Hoym, Adolph Magnus von (1668–1723), sächsischer Minister und schlesischer Unternehmer
- Hoym, Carl Heinrich von (1694–1736), sächsischer Politiker, Minister und Diplomat
- Hoym, Carl Siegfried von (1675–1738), königlich-polnischer und kurfürstlich-sächsischer Geheimer Rat und Kammerherr
- Hoym, Christian Julius von (1586–1656), Erbkämmerer des Fürstentums Halberstadt
- Hoym, Gebhard von († 1484), Bischof von Halberstadt (1458–1479)
- Hoym, Gotthelf Adolph von (1731–1783), kursächsischer Politiker
- Hoym, Hartwig Ludwig Anton von (1750–1811), preußischer Staatsmann
- Hoym, Johannes von († 1437), deutscher Bischof
- Hoym, Julius Gebhard von (1721–1769), kursächsischer Politiker
- Hoym, Karl Georg von (1739–1807), preußischer Staatsmann
- Hoym, Ludwig Gebhard von (1631–1711), Geheimer Rat, Bergrat, Kammerpräsident und Gutsherr
- Hoym, Ludwig Gebhard von († 1738), Geheimer Rat, Oberhauptmann in Thüringen
- Hoym, Rahel Louise von (1699–1764), deutsche Großgrundbesitzerin

### Hoyn
- Hoyn, Sandra (* 1976), deutsche Fotografin
- Hoynck van Papendrecht, Jan (1858–1933), niederländischer Militärmaler, Aquarellist und Zeichner
- Höynck, Adrian (1701–1749), Abt des Klosters Wedinghausen
- Höynck, Coelestin (1659–1727), Abt
- Höynck, Everhard (1616–1675), Bürgermeister
- Höynck, Rainer (1927–2018), deutscher Kulturjournalist
- Höynck, Theresia (* 1967), deutsche Rechtswissenschaftlerin
- Höynck, Wilhelm (1933–2025), deutscher Diplomat
- Hoyningen-Huene, Dietmar von (* 1943), deutscher Verfahrenstechniker
- Hoyningen-Huene, George (1900–1968), russisch-amerikanischer Modefotograf
- Hoyningen-Huene, Gerrick von (* 1944), deutscher Rechtswissenschaftler
- Hoyningen-Huene, Oswald von (1885–1963), deutscher Diplomat
- Hoyningen-Huene, Paul (* 1946), deutscher Philosoph

### Hoyo
- Hoyo López, Ramón del (* 1940), spanischer Geistlicher, emeritierter römisch-katholischer Bischof von Jaén
- Hoyo, Dora del (1914–2004), spanische Hauswirtschafterin und Auxiliarnumerarierin des Opus Dei
- Hoyo, Josep del (* 1954), katalanischer Arzt, Ornithologe und Autor
- Hoyoll, Philipp (* 1816), deutscher Genre- und Porträtmaler der Düsseldorfer Schule
- Hoyos, Alexander (1876–1937), österreichisch-ungarischer DiplomatAlexander Hoyos (1876–1937)

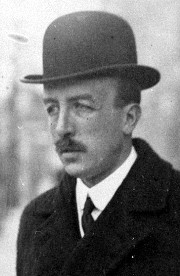
Alexander Hoyos (1876–1937)

- Hoyos, Ana Mercedes (1942–2014), kolumbianische Malerin und Bildhauerin
- Hoyos, Bernardo de (1711–1735), spanischer katholischer Geistlicher
- Hoyos, Carl Graf (1923–2012), deutscher Psychologe
- Hoyos, Carlos (* 1962), kolumbianischer Fußballspieler
- Hoyos, Cristina (* 1946), spanische Flamencotänzerin, Choreografin und Schauspielerin
- Hoyos, Douglas (* 1990), österreichischer Politiker (NEOS), Abgeordneter zum NationalratDouglas Hoyos (* 1990)

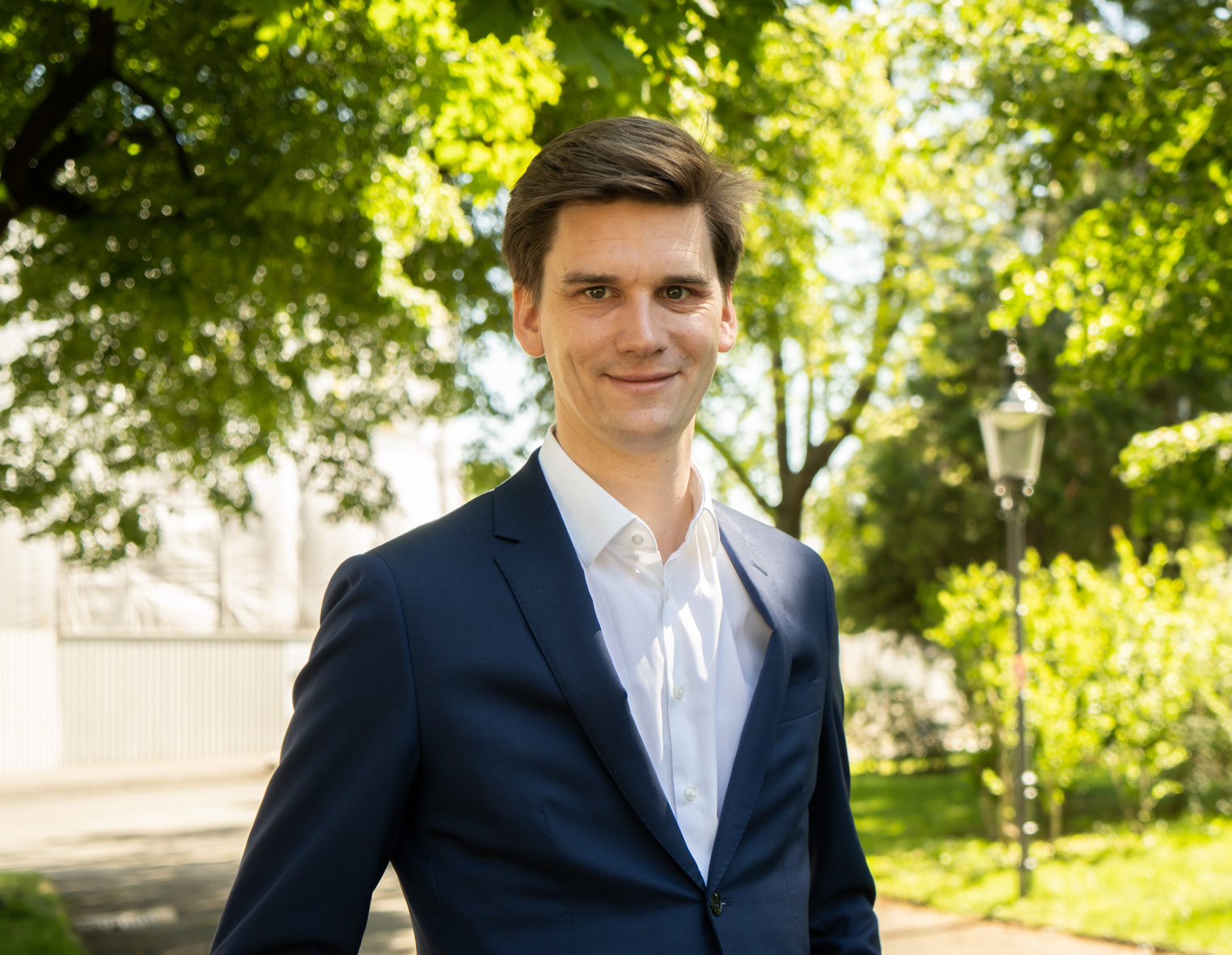
Douglas Hoyos (* 1990)

- Hoyos, Juan de (1506–1561), spanisch-österreichischer Adeliger
- Hoyos, Ramón (1932–2014), kolumbianischer Radrennfahrer
- Hoyos, Ricardo (* 1995), kanadischer Schauspieler
- Hoyos, Rudolf (1821–1896), österreichischer Autor und Kunstsammler
- Hoyos, Teresa (1918–2010), spanische Kommunistin und Widerstandskämpferin
- Hoyos, Terri (* 1952), US-amerikanische Schauspielerin und Make-up-Artistin
- Hoyos-Sprinzenstein, Aquinata von (1828–1886), österreichische, katholische Ordensfrau aus dem Geschlecht der Hoyos von Sprinzenstein
- Hoyos-Sprinzenstein, Ernst Karl Heinrich (1856–1940), österreichischer Großgrundbesitzer, Expeditionsreisender und Offizier adeliger Herkunft
- Hoyos-Sprinzenstein, Ernst Karl von (1830–1903), österreichischer Adeliger, Politiker und Großgrundbesitzer
- Hoyos-Sprinzenstein, Hans (1923–2010), österreichischer Forstwirt und Großgrundbesitzer
- Hoyos-Sprinzenstein, Johann Ernst (1779–1849), österreichischer Adliger, Hofbeamter und Offizier
- Hoyos-Sprinzenstein, Rudolf (1884–1972), österreichischer Politiker und Großgrundbesitzer
- Hoyoul, Balduin († 1594), franko-flämischer Komponist, Sänger und Kapellmeister der Renaissance

### Hoyr
- Høyrup, Jens (* 1943), dänischer Mathematikhistoriker

### Hoys
- Hoys, Leopold (1713–1797), Bamberger Uhrmacher

### Hoyt
- Hoyt, Arthur (1874–1953), US-amerikanischer Schauspieler
- Hoyt, Denise (* 1955), US-amerikanische Lokalpolitikerin
- Hoyt, Elly (* 1987), australische Jazzsängerin
- Hoyt, Evan (* 1995), britischer Tennisspieler
- Hoyt, Harry O. (1885–1961), US-amerikanischer Filmregisseur und Drehbuchautor
- Hoyt, Henry (1830–1892), US-amerikanischer Politiker
- Hoyt, Henry M. (1856–1910), US-amerikanischer Jurist und United States Solicitor General
- Hoyt, Jerry (1929–1955), US-amerikanischer Automobilrennfahrer
- Hoyt, John (1905–1991), US-amerikanischer Film-, Theater und Fernsehschauspieler sowie Drehbuchautor
- Hoyt, John Philo (1841–1926), US-amerikanischer Politiker
- Hoyt, John Wesley (1831–1912), US-amerikanischer Politiker
- Hoyt, Judie, amerikanische Filmproduzentin
- Hoyt, Monty (1944–1997), US-amerikanischer Eiskunstläufer
- Hoyt, Richard (* 1941), US-amerikanischer Schriftsteller
- Hoyt, Robert L. (1925–2012), US-amerikanischer Tontechniker
- Hoyt, Sarah (* 1962), US-amerikanische Fantasy- und Science-Fiction-Schriftstellerin
- Hoyt, Waite (1899–1984), US-amerikanischer Baseballspieler
- Hoyt, William (1875–1954), US-amerikanischer Leichtathlet
- Hoyte, Fitzroy (1940–2008), Radrennfahrer aus Trinidad und Tobago
- Hoyte, Gavin (* 1990), englischer Fußballspieler
- Hoyte, George († 1868), Oberbürgermeister von Dublin
- Hoyte, Hugh Desmond (1929–2002), guyanischer Politiker
- Hoyte, Justin (* 1984), englischer Fußballspieler
- Hoyte, Wendy (* 1957), britische Sprinterin
- Hoyte, William Stevenson (1844–1917), englischer Organist, Komponist und Musikpädagoge
- Hoyte-Smith, Joslyn (* 1954), britische Leichtathletin
- Hoytema, Antoinette van (1875–1967), niederländische Malerin
- Hoytema, Hoyte van (* 1971), niederländischer KameramannHoyte van Hoytema (* 1971)

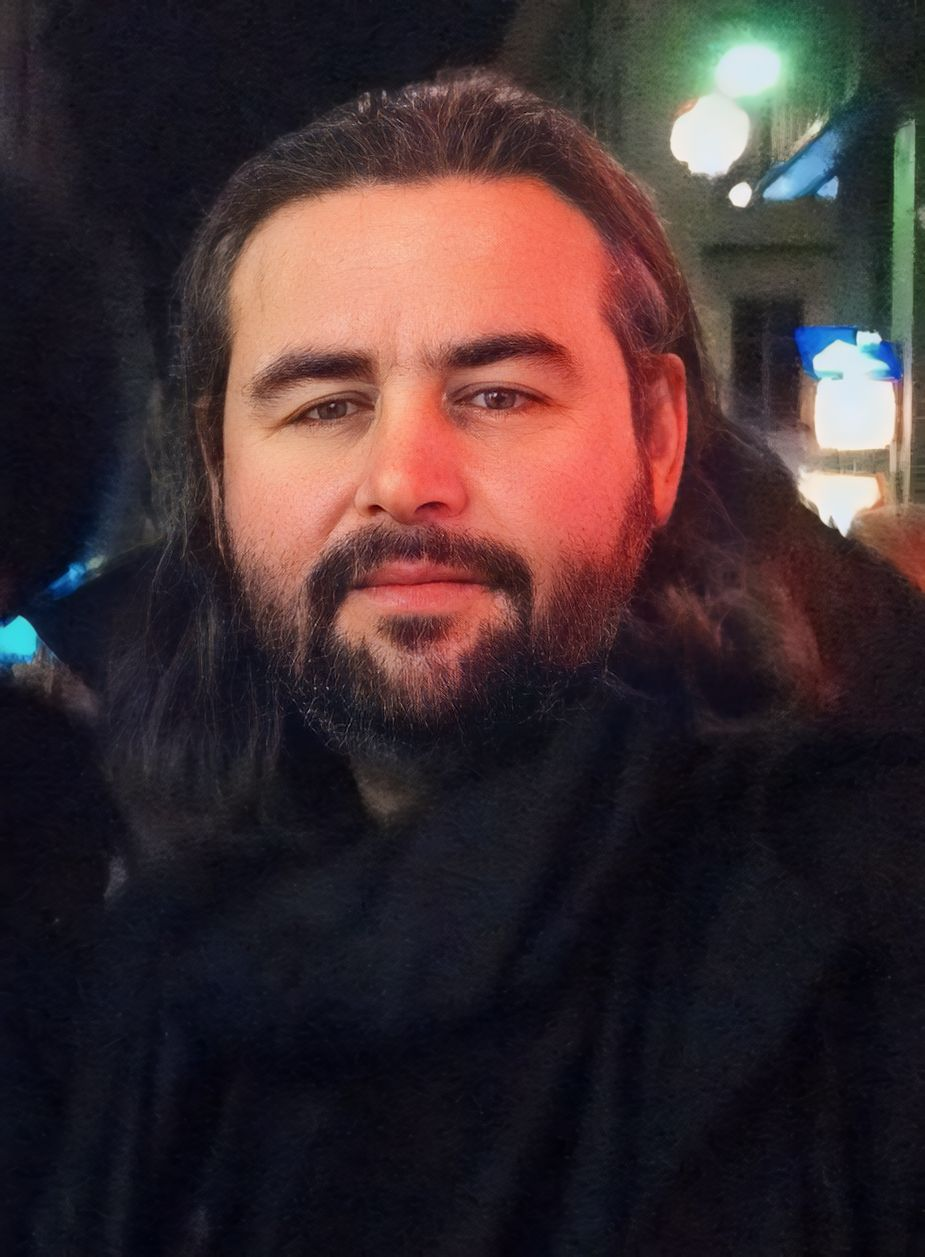
Hoyte van Hoytema (* 1971)

- Hoytema, Theo van (1863–1917), niederländischer Maler, Lithograph und Illustrator

### Hoyz
- Hoyzer, Robert (* 1979), deutscher Fußballschiedsrichter